# Colobostruma leae
Colobostruma leae är en myrart som först beskrevs av Wheeler 1927.  Colobostruma leae ingår i släktet Colobostruma och familjen myror. Inga underarter finns listade i Catalogue of Life.